# Jacobus Kapteyn
Pour le pasteur ghanéen, voir Jacobus Capitein.
Jacobus Cornelius Kapteyn (19 janvier 1851 - 18 juin 1922) est un astronome néerlandais, connu pour son étude intensive de la Voie lactée et comme découvreur des premières preuves de la rotation galactique.

## Biographie

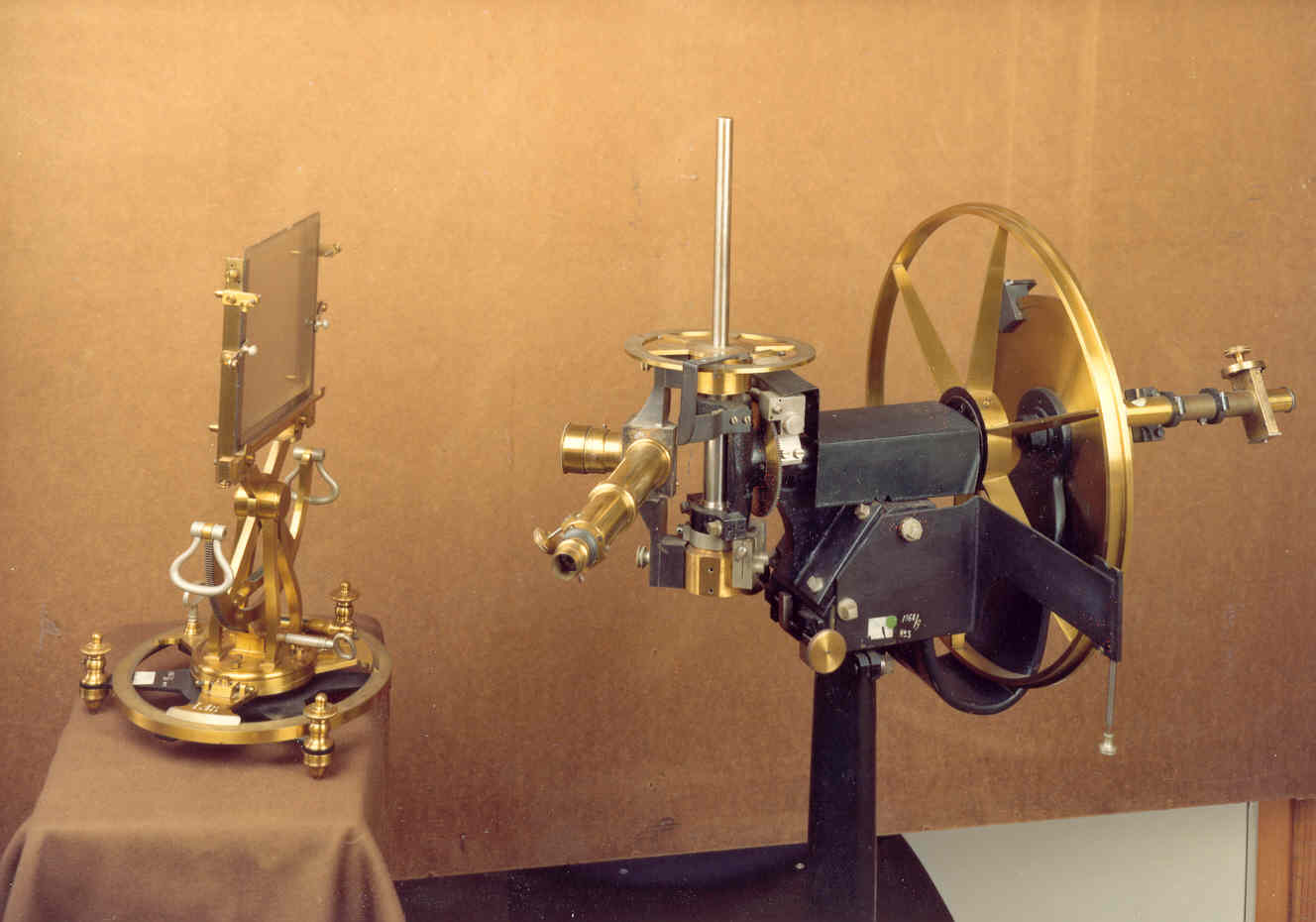
L'instrument parallactique et le support en verre construits vers 1886 par Jacobus Kapteyn, qu'il utilisait pour analyser les plaques photographiques des étoiles de l'hémisphère sud prises par David Gill. Les résultats de ses travaux seront publiés entre 1895 et 1900 dans le catalogue d'étoiles Cape Photographic Durchmusterung. L'instrument est conservé au Musée de Groningue (Groninger Museum), Pays-Bas.

Kapteyn est né à Barneveld, et entre à l'université d'Utrecht en 1868 pour y étudier les mathématiques et la physique. À partir de 1875, après avoir achevé sa thèse, il travaille pendant trois ans à l'observatoire de Leyde, avant de devenir le premier professeur d'astronomie et de mécanique théorique à l'université de Groningue, où il reste jusqu'à sa retraite en 1921.
Entre 1876 et 1900, faute d'observatoire à sa disposition, il se propose pour étudier les plaques photographiques prises par David Gill, qui conduist à l'époque la couverture photographique des étoiles de l'hémisphère sud, via l'observatoire du Cap, en Afrique du Sud. Cette collaboration donne lieu à la publication entre 1895 et 1900, de Cape Photographic Durchmusterung, un catalogue d'étoiles en trois volumes en listant la position et la magnitude de 454 875 étoiles de l'hémisphère sud.
En 1897, pendant son travail sur ces planches, il découvre l'étoile de Kapteyn. C'est à l'époque l'astre possédant le mouvement propre le plus rapide jamais découvert. Il est désormais en deuxième position, détrôné par l'étoile de Barnard.
En 1904, étudiant les mouvements propres des étoiles, Kapteyn note que ceux-ci ne sont pas aléatoires, comme on le croit à l'époque ; les étoiles pouvaient être cataloguées en deux flux, se déplaçant dans des directions opposées. On réalise plus tard que les données de Kapteyn apportent la première preuve de la rotation de la Galaxie, ce qui conduit à la découverte de la rotation différentielle par Bertil Lindblad et Jan Oort.
En 1906, Kapteyn propose un plan pour l'étude de la distribution des étoiles dans la Galaxie, en comptant les étoiles dans différentes directions. Cette étude utilise la mesure de la magnitude apparente, du type spectral, de la vitesse radiale et du mouvement propre des étoiles dans 206 zones. Ce projet énorme est la première analyse statistique coordonnée en astronomie, et implique la collaboration de plus de 40 observatoires différents. Toutefois, l'analyse même de ses données est réalisée pratiquement par Kapteyn seul dans deux petites pièces prêtées par la section de physiologie de l'université de Groningue, bien que pendant un certain temps il ait reçu l'aide de quelques condamnés qui sont mis à sa disposition par une prison hollandaise.
Plusieurs corps célestes sont nommés en son honneur : le cratère Kapteyn (en) sur la Lune, l'astéroïde (818) Kapteynia et l'étoile de Kapteyn. Également, il existe l'Institut d'astronomie Kapteyn à l'Université de Groningue.

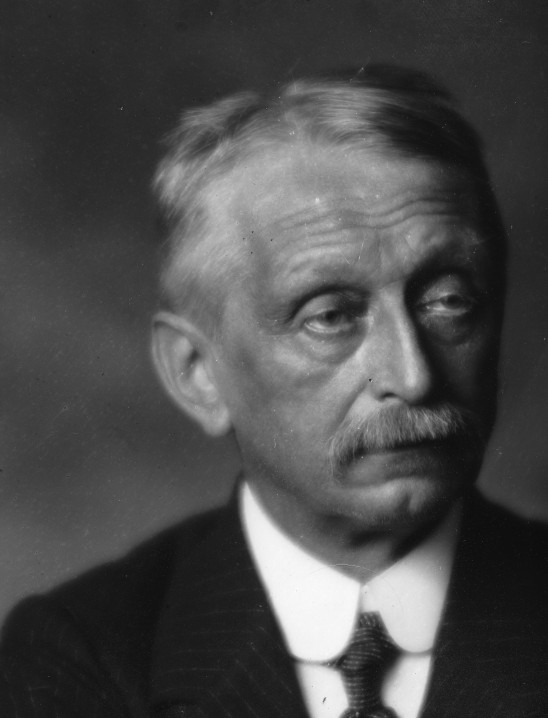
Jacobus Cornelius Kapteyn, en 1910.

## Distinctions et récompenses
- Médaille d'or de la Royal Astronomical Society (1902)
- Médaille James-Craig-Watson en (1913)
- Médaille Bruce en (1913)